# Pridie-Bohrung
Bei der Pridie-Bohrung handelt es sich um die Anbohrung von Knorpeldefekten, um die darunterliegende Knochenschicht zu durchbrechen und das Einsprossen von Blutgefäßen und damit eine Regeneration des Gewebes durch Ersatzknorpel zu ermöglichen. Die Pridie-Bohrung gehört zu den Knorpeltechniken und ist damit mit der Abrasionsarthroplastik und Mikrofrakturierung verwandt. Dabei wird der Knochen unter dem schadhaften Knorpel punktförmig verletzt. Diese Stimulation des Knochenmarks soll zur Bildung von Faserknorpel anregen. Die Blutung aus dem intakten Knochen heraus soll die Bildung von Ersatzknorpel anregen. Bei diesem Ersatzknorpel handelt es sich um sogenannte Faserknorpel, der im Gegensatz zum ursprünglichen, hyalinen Knorpel nicht so belastbar ist.
Bei der Mikrofrakturierung, auch Micro Fractures, wird die Knochenfläche unter dem Knorpel aufgebrochen (frakturiert). In einer arthroskopisch durchgeführten Operation wird zunächst der geschädigte Gelenkknorpel bis an die Knochengrenzschicht abgetragen und anschließend durch ca. 3 mm tiefe Löcher mit einer gewinkelten Ahle perforiert. Die Löcher werden in regelmäßigen Abständen alle 2 bis 3 mm eingebracht. Diese Stimulation des Knochenmarks soll zur Bildung von Faserknorpel anregen. Aus den künstlich erzeugten Defekten tritt aus dem Knochen ein sogenanntes Blutkoagel aus, das auch Stammzellen enthält, die sich dann zu Faserknorpel über die so behandelte Gelenkfläche hinweg entwickeln sollen. Eine anschließende Entlastung des Kniegelenks für mindestens 6 bis 8 Wochen durch Unterarmgehstützen ist notwendig, um den neu entstehenden Knorpel zu schützen.
Die Mikrofrakturierung gehört zu den knochenmarkstimulierenden Verfahren und wird bei begrenzten Knorpelschäden am Kniegelenk angewendet, die tief bis zum Knochen gehen. Entwickelt hat diese Methode Richard Steadman.
Ein Nachweis einer nachhaltigen Wirksamkeit gelingt bei größeren Knorpelschäden nicht.